# Puchar Palestyny (2014/2015)
Puchar Palestyny 2014–2015 – rozgrywki piłkarskie mające na celu wyłonienie mistrza Palestyny w piłce nożnej. Tytuł ten zdobyła drużyna Ahli Al-Khaleel.
Zawody miały format pucharowy, przy czym osobna drabinka była dla drużyn ze Strefy Gazy i osobna dla drużyn z Zachodniego Brzegu.

## Drużyny biorące udział[2][3]
| Drużyna                       | Region         |
| ----------------------------- | -------------- |
| Thaqafi Tulkarm               | Zachodni Brzeg |
| Shabab Alsamu                 | Zachodni Brzeg |
| Jabal Mukaber                 | Zachodni Brzeg |
| Shabab Al Dharia              | Zachodni Brzeg |
| Shabab Alkhader               | Zachodni Brzeg |
| Shabab Yatta                  | Zachodni Brzeg |
| Shabab Al Khalil              | Zachodni Brzeg |
| Shabab Alamari                | Zachodni Brzeg |
| Ahli Al Khalil                | Zachodni Brzeg |
| Markez Askar                  | Zachodni Brzeg |
| Alshoban Almuslimin           | Zachodni Brzeg |
| Shabab Dora                   | Zachodni Brzeg |
| Taraji Wad Alness             | Zachodni Brzeg |
| Markez Balata                 | Zachodni Brzeg |
| Markez Tulkarm                | Zachodni Brzeg |
| Hilal Alquds                  | Zachodni Brzeg |
| Shabab Alobaideya             | Zachodni Brzeg |
| Shabab Nablus                 | Zachodni Brzeg |
| Edna                          | Zachodni Brzeg |
| Al Mouwathfen - Burj Alluqluq | Zachodni Brzeg |
| Mosaset Al Bireh              | Zachodni Brzeg |
| Om Toba                       | Zachodni Brzeg |
| Joret Alshama                 | Zachodni Brzeg |
| Islami Qalqilya               | Zachodni Brzeg |
| Al Quwwat Al Falistinia       | Zachodni Brzeg |
| Silat Al Harithiya            | Zachodni Brzeg |
| Beit Liqya                    | Zachodni Brzeg |
| Alarabi Beit Safafa           | Zachodni Brzeg |
| Abna Alquds                   | Zachodni Brzeg |
| Markez Raqam Wahad            | Zachodni Brzeg |
| Islami Ein Yabrud             | Zachodni Brzeg |
| Silwan                        | Zachodni Brzeg |
| Gaza Sporting Club            | Strefa Gazy    |
| Shabab Jabalia                | Strefa Gazy    |
| Ittihad Shojaeyya             | Strefa Gazy    |
| Khadamat Al Burij             | Strefa Gazy    |
| Shabab Khanyounis             | Strefa Gazy    |
| Shabab Rafah                  | Strefa Gazy    |
| Hilal Gaza                    | Strefa Gazy    |
| Al Salah Islamic Association  | Strefa Gazy    |
| Khadamat Khanyounis           | Strefa Gazy    |
| Ittihad Khanyounis            | Strefa Gazy    |
| Khadamat Rafah                | Strefa Gazy    |
| Khadamat Al Nosirat           | Strefa Gazy    |
| Khadamat Al Maghazi           | Strefa Gazy    |
| Al Zaytoon                    | Strefa Gazy    |
| Ahli Al Nosirat               | Strefa Gazy    |
| Al Sadaka Club                | Strefa Gazy    |
| Al Qadesia                    | Strefa Gazy    |
| Al Wefaq                      | Strefa Gazy    |
| Ahli Beit Hanoun              | Strefa Gazy    |
| Ahli Al Burij                 | Strefa Gazy    |
| Ahli Gaza                     | Strefa Gazy    |
| Al Redwan                     | Strefa Gazy    |
| Al Jala                       | Strefa Gazy    |
| Al Rebat                      | Strefa Gazy    |
| Al Mashtal                    | Strefa Gazy    |
| Khadamat Jabalia              | Strefa Gazy    |
| Al Esteqlal                   | Strefa Gazy    |
| Al Tofah                      | Strefa Gazy    |
| Khadamat Al Shatea            | Strefa Gazy    |
| Al Shafae                     | Strefa Gazy    |
| Mojama Islami                 | Strefa Gazy    |
| Beat Lahia                    | Strefa Gazy    |

## Wyniki Pucharu Zachodniego Brzegu

### Ćwierćfinały
| 21 marca 2015 | Shabab Al-Khadr              | 0:2 | Shabab Al-Am'ari | Areha, Jericho Sędzia: Ibrahim Gharouf |
| 21 marca 2015 | Samara 67' · H.Hassanein 80' | 0:2 |                  | Areha, Jericho Sędzia: Ibrahim Gharouf |

| 21 marca 2015 | Ahli Al-Khaleel                                                                       | 6:0 | Jabal Al-Mukaber | Faisal Al-Husseini International Stadium, Ar-Ram Sędzia: Jawad Assi |
| 21 marca 2015 | M.Salem 3' · K.Elhalman 41' · H.Johar 53' · M.Dawod 75' · F.Esaly 85' · W.Merasat 90' | 6:0 |                  | Faisal Al-Husseini International Stadium, Ar-Ram Sędzia: Jawad Assi |

| 23 marca 2015 | Shabab Al-Dhahiriya | 0:0(2:4) | Taraji Wadi Al-Nes | AlHousin, Hebron Sędzia: Imad Boja |
| 23 marca 2015 |                     | 0:0(2:4) |                    | AlHousin, Hebron Sędzia: Imad Boja |

| 24 marca 2015 | Markaz Balata                              | 4:0 | Om Toba | Majed Assad, al-Bireh Sędzia: Nasir Albalbol |
| 24 marca 2015 | M.Lail 55', 58', 81' · A.Rowias 75' (pen.) | 4:0 |         | Majed Assad, al-Bireh Sędzia: Nasir Albalbol |

### Półfinały
| 28 marca 2015 | Shabab Al-Am'ari | 0:1 | Markaz Balata | Areha, Jericho Sędzia: Ibrahim Gharouf |
| 28 marca 2015 | F.Lafy 78'       | 0:1 |               | Areha, Jericho Sędzia: Ibrahim Gharouf |

| 22 kwietnia 2015 | Ahli Al-Khaleel | 0:0(7:6) | Taraji Wadi Al-Nes | Faisal Al-Husseini International Stadium, Ar-Ram Sędzia: Husam Alhussein |
| 22 kwietnia 2015 |                 | 0:0(7:6) |                    | Faisal Al-Husseini International Stadium, Ar-Ram Sędzia: Husam Alhussein |

### Finał
| 8 maja 2015 | Markaz Balata              | 0:0(3:4) | Ahli Al-Khaleel | Faisal Al-Husseini International Stadium, Ar-Ram Sędzia: Imad Boja |
| 8 maja 2015 |                            | 0:0(3:4) |                 | Faisal Al-Husseini International Stadium, Ar-Ram Sędzia: Imad Boja |
| 8 maja 2015 | W.Abbas ('34) F.Lafy ('44) | 0:0(3:4) |                 | Faisal Al-Husseini International Stadium, Ar-Ram Sędzia: Imad Boja |

Najlepszy strzelec:
- Adham Abu Rowias (Markez Balata) – 6 goli[11]

## Wyniki Pucharu Strefy Gazy[12]
- 1. miejsce – Ittihad Shojaeyya
- 2. miejsce – Khadamat Rafah

## Finał Pucharu Palestyny[1][13]
| 14 sierpnia 2015 | Ahli Al-Khaleel | 0:0 | Ittihad Shojaeyya | Sędzia: Saed Abd Alwahab |
| 14 sierpnia 2015 |                 | 0:0 |                   | Sędzia: Saed Abd Alwahab |

| 14 sierpnia 2015 | Ahli Al-Khaleel                  | 2:1 | Ittihad Shojaeyya | Sędzia: Jawad Assi |
| 14 sierpnia 2015 | W. Merasat (19'), A. Wridat(92') | 2:1 | A. Atiya (71')    | Sędzia: Jawad Assi |